# Taules (escacs)

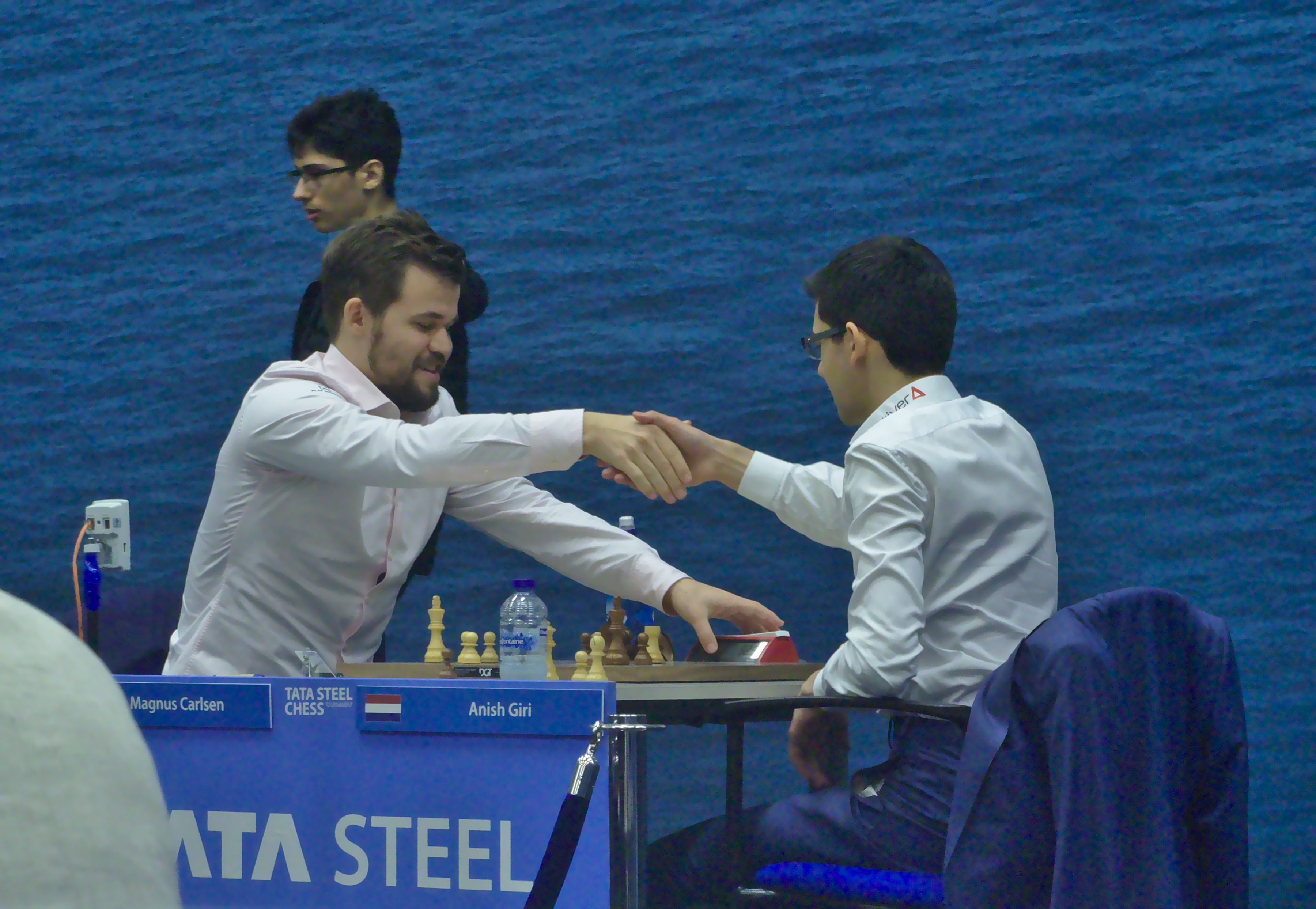
Magnus Carlsen i Anish Giri fan una encaixada per pactar taules a la primera ronda del torneig Tata Steel Chess 2020.

Taules és el nom que rep l'empat en el joc dels escacs, segons el reglament d'aquest joc de taula. En els torneigs, aquest resultat atorga mig punt a cada jugador, expressat generalment com "0,5-0,5" o "½-½".

## Quan acaba en taules una partida?
|   | a                                                    | b                                                    | c                                                    | d                                                    | e                                                    | f                                                    | g                                                    | h                                                    |   |
| 8 | b7 blanques rei · b6 blanques cavall · c5 negres rei | b7 blanques rei · b6 blanques cavall · c5 negres rei | b7 blanques rei · b6 blanques cavall · c5 negres rei | b7 blanques rei · b6 blanques cavall · c5 negres rei | b7 blanques rei · b6 blanques cavall · c5 negres rei | b7 blanques rei · b6 blanques cavall · c5 negres rei | b7 blanques rei · b6 blanques cavall · c5 negres rei | b7 blanques rei · b6 blanques cavall · c5 negres rei | 8 |
| 7 | b7 blanques rei · b6 blanques cavall · c5 negres rei | b7 blanques rei · b6 blanques cavall · c5 negres rei | b7 blanques rei · b6 blanques cavall · c5 negres rei | b7 blanques rei · b6 blanques cavall · c5 negres rei | b7 blanques rei · b6 blanques cavall · c5 negres rei | b7 blanques rei · b6 blanques cavall · c5 negres rei | b7 blanques rei · b6 blanques cavall · c5 negres rei | b7 blanques rei · b6 blanques cavall · c5 negres rei | 7 |
| 6 | b7 blanques rei · b6 blanques cavall · c5 negres rei | b7 blanques rei · b6 blanques cavall · c5 negres rei | b7 blanques rei · b6 blanques cavall · c5 negres rei | b7 blanques rei · b6 blanques cavall · c5 negres rei | b7 blanques rei · b6 blanques cavall · c5 negres rei | b7 blanques rei · b6 blanques cavall · c5 negres rei | b7 blanques rei · b6 blanques cavall · c5 negres rei | b7 blanques rei · b6 blanques cavall · c5 negres rei | 6 |
| 5 | b7 blanques rei · b6 blanques cavall · c5 negres rei | b7 blanques rei · b6 blanques cavall · c5 negres rei | b7 blanques rei · b6 blanques cavall · c5 negres rei | b7 blanques rei · b6 blanques cavall · c5 negres rei | b7 blanques rei · b6 blanques cavall · c5 negres rei | b7 blanques rei · b6 blanques cavall · c5 negres rei | b7 blanques rei · b6 blanques cavall · c5 negres rei | b7 blanques rei · b6 blanques cavall · c5 negres rei | 5 |
| 4 | b7 blanques rei · b6 blanques cavall · c5 negres rei | b7 blanques rei · b6 blanques cavall · c5 negres rei | b7 blanques rei · b6 blanques cavall · c5 negres rei | b7 blanques rei · b6 blanques cavall · c5 negres rei | b7 blanques rei · b6 blanques cavall · c5 negres rei | b7 blanques rei · b6 blanques cavall · c5 negres rei | b7 blanques rei · b6 blanques cavall · c5 negres rei | b7 blanques rei · b6 blanques cavall · c5 negres rei | 4 |
| 3 | b7 blanques rei · b6 blanques cavall · c5 negres rei | b7 blanques rei · b6 blanques cavall · c5 negres rei | b7 blanques rei · b6 blanques cavall · c5 negres rei | b7 blanques rei · b6 blanques cavall · c5 negres rei | b7 blanques rei · b6 blanques cavall · c5 negres rei | b7 blanques rei · b6 blanques cavall · c5 negres rei | b7 blanques rei · b6 blanques cavall · c5 negres rei | b7 blanques rei · b6 blanques cavall · c5 negres rei | 3 |
| 2 | b7 blanques rei · b6 blanques cavall · c5 negres rei | b7 blanques rei · b6 blanques cavall · c5 negres rei | b7 blanques rei · b6 blanques cavall · c5 negres rei | b7 blanques rei · b6 blanques cavall · c5 negres rei | b7 blanques rei · b6 blanques cavall · c5 negres rei | b7 blanques rei · b6 blanques cavall · c5 negres rei | b7 blanques rei · b6 blanques cavall · c5 negres rei | b7 blanques rei · b6 blanques cavall · c5 negres rei | 2 |
| 1 | b7 blanques rei · b6 blanques cavall · c5 negres rei | b7 blanques rei · b6 blanques cavall · c5 negres rei | b7 blanques rei · b6 blanques cavall · c5 negres rei | b7 blanques rei · b6 blanques cavall · c5 negres rei | b7 blanques rei · b6 blanques cavall · c5 negres rei | b7 blanques rei · b6 blanques cavall · c5 negres rei | b7 blanques rei · b6 blanques cavall · c5 negres rei | b7 blanques rei · b6 blanques cavall · c5 negres rei | 1 |
|   | a                                                    | b                                                    | c                                                    | d                                                    | e                                                    | f                                                    | g                                                    | h                                                    |   |

Segons el reglament dels escacs, es donen les següents situacions en les quals una partida es declara acabada en taules:

### Insuficiència de material
S'arriba a aquesta situació quan cap dels jugadors té material suficient per fer mat al rei contrari. Per exemple, es presenta quan al tauler només hi queden:
- Rei contra rei.
- Rei i cavall contra rei sol.
- Rei i alfil contra rei sol.
- Rei i alfil contra rei i alfil, quan els dos alfils corren per caselles del mateix color. Alfils addicionals del mateix color creats per promoció no modifiquen el resultat de taules.
- Rei i cavall o rei i alfil contra rei i cavall.

També es poden presentar casos en què teòricament no hi ha la insuficiència de material per fer mat, però sí que és impossible fer mat contra una defensa raonable, com ara els següents finals:
- Finals d'alfils oposats (que corren per caselles de diferent color), en els quals és impossible guanyar (amb una defensa raonable) malgrat es tinguin un o dos peons d'avantatge.[1]
- Rei, alfil i peó lateral contra rei, si el peó corona en una casella de diferent color a les que controla l'alfil.

### Perofegat
L'ofegat es produeix quan un jugador al qual li toca jugar, sense que estigui en xec, no pot fer cap moviment legal. Quan es produeix un ofegat, la partida acaba automàticament, amb el resultat de taules

### Repetició de jugades
Les taules per repetició de jugades es produeixen quan es dona una situació en què una mateixa posició es repeteix per tercera vegada (essent el torn del mateix jugador). El final en taules per escac continu ja no és una regla oficial dels escacs, però aquesta situació acaba concorrent en aquesta regla de la repetició de la posició al tauler, o en la regla dels cinquanta moviments. L'escac continu (o escac perpetu) és útil per a un jugador que tingui una mala posició, i que davant la possibilitat més o menys imminent de perdre, optarà per aconseguir taules si li és possible.

### Regla dels cinquanta moviments
|   | a | b | c | d | e | f | g | h |   |
| 8 | e8 negres rei · d6 negres peó · f6 negres peó · h6 negres peó · a5 negres peó · c5 negres peó · d5 blanques peó · f5 blanques peó · h5 blanques peó · a4 blanques peó · c4 blanques peó · c2 blanques alfil · e1 blanques rei | e8 negres rei · d6 negres peó · f6 negres peó · h6 negres peó · a5 negres peó · c5 negres peó · d5 blanques peó · f5 blanques peó · h5 blanques peó · a4 blanques peó · c4 blanques peó · c2 blanques alfil · e1 blanques rei | e8 negres rei · d6 negres peó · f6 negres peó · h6 negres peó · a5 negres peó · c5 negres peó · d5 blanques peó · f5 blanques peó · h5 blanques peó · a4 blanques peó · c4 blanques peó · c2 blanques alfil · e1 blanques rei | e8 negres rei · d6 negres peó · f6 negres peó · h6 negres peó · a5 negres peó · c5 negres peó · d5 blanques peó · f5 blanques peó · h5 blanques peó · a4 blanques peó · c4 blanques peó · c2 blanques alfil · e1 blanques rei | e8 negres rei · d6 negres peó · f6 negres peó · h6 negres peó · a5 negres peó · c5 negres peó · d5 blanques peó · f5 blanques peó · h5 blanques peó · a4 blanques peó · c4 blanques peó · c2 blanques alfil · e1 blanques rei | e8 negres rei · d6 negres peó · f6 negres peó · h6 negres peó · a5 negres peó · c5 negres peó · d5 blanques peó · f5 blanques peó · h5 blanques peó · a4 blanques peó · c4 blanques peó · c2 blanques alfil · e1 blanques rei | e8 negres rei · d6 negres peó · f6 negres peó · h6 negres peó · a5 negres peó · c5 negres peó · d5 blanques peó · f5 blanques peó · h5 blanques peó · a4 blanques peó · c4 blanques peó · c2 blanques alfil · e1 blanques rei | e8 negres rei · d6 negres peó · f6 negres peó · h6 negres peó · a5 negres peó · c5 negres peó · d5 blanques peó · f5 blanques peó · h5 blanques peó · a4 blanques peó · c4 blanques peó · c2 blanques alfil · e1 blanques rei | 8 |
| 7 | e8 negres rei · d6 negres peó · f6 negres peó · h6 negres peó · a5 negres peó · c5 negres peó · d5 blanques peó · f5 blanques peó · h5 blanques peó · a4 blanques peó · c4 blanques peó · c2 blanques alfil · e1 blanques rei | e8 negres rei · d6 negres peó · f6 negres peó · h6 negres peó · a5 negres peó · c5 negres peó · d5 blanques peó · f5 blanques peó · h5 blanques peó · a4 blanques peó · c4 blanques peó · c2 blanques alfil · e1 blanques rei | e8 negres rei · d6 negres peó · f6 negres peó · h6 negres peó · a5 negres peó · c5 negres peó · d5 blanques peó · f5 blanques peó · h5 blanques peó · a4 blanques peó · c4 blanques peó · c2 blanques alfil · e1 blanques rei | e8 negres rei · d6 negres peó · f6 negres peó · h6 negres peó · a5 negres peó · c5 negres peó · d5 blanques peó · f5 blanques peó · h5 blanques peó · a4 blanques peó · c4 blanques peó · c2 blanques alfil · e1 blanques rei | e8 negres rei · d6 negres peó · f6 negres peó · h6 negres peó · a5 negres peó · c5 negres peó · d5 blanques peó · f5 blanques peó · h5 blanques peó · a4 blanques peó · c4 blanques peó · c2 blanques alfil · e1 blanques rei | e8 negres rei · d6 negres peó · f6 negres peó · h6 negres peó · a5 negres peó · c5 negres peó · d5 blanques peó · f5 blanques peó · h5 blanques peó · a4 blanques peó · c4 blanques peó · c2 blanques alfil · e1 blanques rei | e8 negres rei · d6 negres peó · f6 negres peó · h6 negres peó · a5 negres peó · c5 negres peó · d5 blanques peó · f5 blanques peó · h5 blanques peó · a4 blanques peó · c4 blanques peó · c2 blanques alfil · e1 blanques rei | e8 negres rei · d6 negres peó · f6 negres peó · h6 negres peó · a5 negres peó · c5 negres peó · d5 blanques peó · f5 blanques peó · h5 blanques peó · a4 blanques peó · c4 blanques peó · c2 blanques alfil · e1 blanques rei | 7 |
| 6 | e8 negres rei · d6 negres peó · f6 negres peó · h6 negres peó · a5 negres peó · c5 negres peó · d5 blanques peó · f5 blanques peó · h5 blanques peó · a4 blanques peó · c4 blanques peó · c2 blanques alfil · e1 blanques rei | e8 negres rei · d6 negres peó · f6 negres peó · h6 negres peó · a5 negres peó · c5 negres peó · d5 blanques peó · f5 blanques peó · h5 blanques peó · a4 blanques peó · c4 blanques peó · c2 blanques alfil · e1 blanques rei | e8 negres rei · d6 negres peó · f6 negres peó · h6 negres peó · a5 negres peó · c5 negres peó · d5 blanques peó · f5 blanques peó · h5 blanques peó · a4 blanques peó · c4 blanques peó · c2 blanques alfil · e1 blanques rei | e8 negres rei · d6 negres peó · f6 negres peó · h6 negres peó · a5 negres peó · c5 negres peó · d5 blanques peó · f5 blanques peó · h5 blanques peó · a4 blanques peó · c4 blanques peó · c2 blanques alfil · e1 blanques rei | e8 negres rei · d6 negres peó · f6 negres peó · h6 negres peó · a5 negres peó · c5 negres peó · d5 blanques peó · f5 blanques peó · h5 blanques peó · a4 blanques peó · c4 blanques peó · c2 blanques alfil · e1 blanques rei | e8 negres rei · d6 negres peó · f6 negres peó · h6 negres peó · a5 negres peó · c5 negres peó · d5 blanques peó · f5 blanques peó · h5 blanques peó · a4 blanques peó · c4 blanques peó · c2 blanques alfil · e1 blanques rei | e8 negres rei · d6 negres peó · f6 negres peó · h6 negres peó · a5 negres peó · c5 negres peó · d5 blanques peó · f5 blanques peó · h5 blanques peó · a4 blanques peó · c4 blanques peó · c2 blanques alfil · e1 blanques rei | e8 negres rei · d6 negres peó · f6 negres peó · h6 negres peó · a5 negres peó · c5 negres peó · d5 blanques peó · f5 blanques peó · h5 blanques peó · a4 blanques peó · c4 blanques peó · c2 blanques alfil · e1 blanques rei | 6 |
| 5 | e8 negres rei · d6 negres peó · f6 negres peó · h6 negres peó · a5 negres peó · c5 negres peó · d5 blanques peó · f5 blanques peó · h5 blanques peó · a4 blanques peó · c4 blanques peó · c2 blanques alfil · e1 blanques rei | e8 negres rei · d6 negres peó · f6 negres peó · h6 negres peó · a5 negres peó · c5 negres peó · d5 blanques peó · f5 blanques peó · h5 blanques peó · a4 blanques peó · c4 blanques peó · c2 blanques alfil · e1 blanques rei | e8 negres rei · d6 negres peó · f6 negres peó · h6 negres peó · a5 negres peó · c5 negres peó · d5 blanques peó · f5 blanques peó · h5 blanques peó · a4 blanques peó · c4 blanques peó · c2 blanques alfil · e1 blanques rei | e8 negres rei · d6 negres peó · f6 negres peó · h6 negres peó · a5 negres peó · c5 negres peó · d5 blanques peó · f5 blanques peó · h5 blanques peó · a4 blanques peó · c4 blanques peó · c2 blanques alfil · e1 blanques rei | e8 negres rei · d6 negres peó · f6 negres peó · h6 negres peó · a5 negres peó · c5 negres peó · d5 blanques peó · f5 blanques peó · h5 blanques peó · a4 blanques peó · c4 blanques peó · c2 blanques alfil · e1 blanques rei | e8 negres rei · d6 negres peó · f6 negres peó · h6 negres peó · a5 negres peó · c5 negres peó · d5 blanques peó · f5 blanques peó · h5 blanques peó · a4 blanques peó · c4 blanques peó · c2 blanques alfil · e1 blanques rei | e8 negres rei · d6 negres peó · f6 negres peó · h6 negres peó · a5 negres peó · c5 negres peó · d5 blanques peó · f5 blanques peó · h5 blanques peó · a4 blanques peó · c4 blanques peó · c2 blanques alfil · e1 blanques rei | e8 negres rei · d6 negres peó · f6 negres peó · h6 negres peó · a5 negres peó · c5 negres peó · d5 blanques peó · f5 blanques peó · h5 blanques peó · a4 blanques peó · c4 blanques peó · c2 blanques alfil · e1 blanques rei | 5 |
| 4 | e8 negres rei · d6 negres peó · f6 negres peó · h6 negres peó · a5 negres peó · c5 negres peó · d5 blanques peó · f5 blanques peó · h5 blanques peó · a4 blanques peó · c4 blanques peó · c2 blanques alfil · e1 blanques rei | e8 negres rei · d6 negres peó · f6 negres peó · h6 negres peó · a5 negres peó · c5 negres peó · d5 blanques peó · f5 blanques peó · h5 blanques peó · a4 blanques peó · c4 blanques peó · c2 blanques alfil · e1 blanques rei | e8 negres rei · d6 negres peó · f6 negres peó · h6 negres peó · a5 negres peó · c5 negres peó · d5 blanques peó · f5 blanques peó · h5 blanques peó · a4 blanques peó · c4 blanques peó · c2 blanques alfil · e1 blanques rei | e8 negres rei · d6 negres peó · f6 negres peó · h6 negres peó · a5 negres peó · c5 negres peó · d5 blanques peó · f5 blanques peó · h5 blanques peó · a4 blanques peó · c4 blanques peó · c2 blanques alfil · e1 blanques rei | e8 negres rei · d6 negres peó · f6 negres peó · h6 negres peó · a5 negres peó · c5 negres peó · d5 blanques peó · f5 blanques peó · h5 blanques peó · a4 blanques peó · c4 blanques peó · c2 blanques alfil · e1 blanques rei | e8 negres rei · d6 negres peó · f6 negres peó · h6 negres peó · a5 negres peó · c5 negres peó · d5 blanques peó · f5 blanques peó · h5 blanques peó · a4 blanques peó · c4 blanques peó · c2 blanques alfil · e1 blanques rei | e8 negres rei · d6 negres peó · f6 negres peó · h6 negres peó · a5 negres peó · c5 negres peó · d5 blanques peó · f5 blanques peó · h5 blanques peó · a4 blanques peó · c4 blanques peó · c2 blanques alfil · e1 blanques rei | e8 negres rei · d6 negres peó · f6 negres peó · h6 negres peó · a5 negres peó · c5 negres peó · d5 blanques peó · f5 blanques peó · h5 blanques peó · a4 blanques peó · c4 blanques peó · c2 blanques alfil · e1 blanques rei | 4 |
| 3 | e8 negres rei · d6 negres peó · f6 negres peó · h6 negres peó · a5 negres peó · c5 negres peó · d5 blanques peó · f5 blanques peó · h5 blanques peó · a4 blanques peó · c4 blanques peó · c2 blanques alfil · e1 blanques rei | e8 negres rei · d6 negres peó · f6 negres peó · h6 negres peó · a5 negres peó · c5 negres peó · d5 blanques peó · f5 blanques peó · h5 blanques peó · a4 blanques peó · c4 blanques peó · c2 blanques alfil · e1 blanques rei | e8 negres rei · d6 negres peó · f6 negres peó · h6 negres peó · a5 negres peó · c5 negres peó · d5 blanques peó · f5 blanques peó · h5 blanques peó · a4 blanques peó · c4 blanques peó · c2 blanques alfil · e1 blanques rei | e8 negres rei · d6 negres peó · f6 negres peó · h6 negres peó · a5 negres peó · c5 negres peó · d5 blanques peó · f5 blanques peó · h5 blanques peó · a4 blanques peó · c4 blanques peó · c2 blanques alfil · e1 blanques rei | e8 negres rei · d6 negres peó · f6 negres peó · h6 negres peó · a5 negres peó · c5 negres peó · d5 blanques peó · f5 blanques peó · h5 blanques peó · a4 blanques peó · c4 blanques peó · c2 blanques alfil · e1 blanques rei | e8 negres rei · d6 negres peó · f6 negres peó · h6 negres peó · a5 negres peó · c5 negres peó · d5 blanques peó · f5 blanques peó · h5 blanques peó · a4 blanques peó · c4 blanques peó · c2 blanques alfil · e1 blanques rei | e8 negres rei · d6 negres peó · f6 negres peó · h6 negres peó · a5 negres peó · c5 negres peó · d5 blanques peó · f5 blanques peó · h5 blanques peó · a4 blanques peó · c4 blanques peó · c2 blanques alfil · e1 blanques rei | e8 negres rei · d6 negres peó · f6 negres peó · h6 negres peó · a5 negres peó · c5 negres peó · d5 blanques peó · f5 blanques peó · h5 blanques peó · a4 blanques peó · c4 blanques peó · c2 blanques alfil · e1 blanques rei | 3 |
| 2 | e8 negres rei · d6 negres peó · f6 negres peó · h6 negres peó · a5 negres peó · c5 negres peó · d5 blanques peó · f5 blanques peó · h5 blanques peó · a4 blanques peó · c4 blanques peó · c2 blanques alfil · e1 blanques rei | e8 negres rei · d6 negres peó · f6 negres peó · h6 negres peó · a5 negres peó · c5 negres peó · d5 blanques peó · f5 blanques peó · h5 blanques peó · a4 blanques peó · c4 blanques peó · c2 blanques alfil · e1 blanques rei | e8 negres rei · d6 negres peó · f6 negres peó · h6 negres peó · a5 negres peó · c5 negres peó · d5 blanques peó · f5 blanques peó · h5 blanques peó · a4 blanques peó · c4 blanques peó · c2 blanques alfil · e1 blanques rei | e8 negres rei · d6 negres peó · f6 negres peó · h6 negres peó · a5 negres peó · c5 negres peó · d5 blanques peó · f5 blanques peó · h5 blanques peó · a4 blanques peó · c4 blanques peó · c2 blanques alfil · e1 blanques rei | e8 negres rei · d6 negres peó · f6 negres peó · h6 negres peó · a5 negres peó · c5 negres peó · d5 blanques peó · f5 blanques peó · h5 blanques peó · a4 blanques peó · c4 blanques peó · c2 blanques alfil · e1 blanques rei | e8 negres rei · d6 negres peó · f6 negres peó · h6 negres peó · a5 negres peó · c5 negres peó · d5 blanques peó · f5 blanques peó · h5 blanques peó · a4 blanques peó · c4 blanques peó · c2 blanques alfil · e1 blanques rei | e8 negres rei · d6 negres peó · f6 negres peó · h6 negres peó · a5 negres peó · c5 negres peó · d5 blanques peó · f5 blanques peó · h5 blanques peó · a4 blanques peó · c4 blanques peó · c2 blanques alfil · e1 blanques rei | e8 negres rei · d6 negres peó · f6 negres peó · h6 negres peó · a5 negres peó · c5 negres peó · d5 blanques peó · f5 blanques peó · h5 blanques peó · a4 blanques peó · c4 blanques peó · c2 blanques alfil · e1 blanques rei | 2 |
| 1 | e8 negres rei · d6 negres peó · f6 negres peó · h6 negres peó · a5 negres peó · c5 negres peó · d5 blanques peó · f5 blanques peó · h5 blanques peó · a4 blanques peó · c4 blanques peó · c2 blanques alfil · e1 blanques rei | e8 negres rei · d6 negres peó · f6 negres peó · h6 negres peó · a5 negres peó · c5 negres peó · d5 blanques peó · f5 blanques peó · h5 blanques peó · a4 blanques peó · c4 blanques peó · c2 blanques alfil · e1 blanques rei | e8 negres rei · d6 negres peó · f6 negres peó · h6 negres peó · a5 negres peó · c5 negres peó · d5 blanques peó · f5 blanques peó · h5 blanques peó · a4 blanques peó · c4 blanques peó · c2 blanques alfil · e1 blanques rei | e8 negres rei · d6 negres peó · f6 negres peó · h6 negres peó · a5 negres peó · c5 negres peó · d5 blanques peó · f5 blanques peó · h5 blanques peó · a4 blanques peó · c4 blanques peó · c2 blanques alfil · e1 blanques rei | e8 negres rei · d6 negres peó · f6 negres peó · h6 negres peó · a5 negres peó · c5 negres peó · d5 blanques peó · f5 blanques peó · h5 blanques peó · a4 blanques peó · c4 blanques peó · c2 blanques alfil · e1 blanques rei | e8 negres rei · d6 negres peó · f6 negres peó · h6 negres peó · a5 negres peó · c5 negres peó · d5 blanques peó · f5 blanques peó · h5 blanques peó · a4 blanques peó · c4 blanques peó · c2 blanques alfil · e1 blanques rei | e8 negres rei · d6 negres peó · f6 negres peó · h6 negres peó · a5 negres peó · c5 negres peó · d5 blanques peó · f5 blanques peó · h5 blanques peó · a4 blanques peó · c4 blanques peó · c2 blanques alfil · e1 blanques rei | e8 negres rei · d6 negres peó · f6 negres peó · h6 negres peó · a5 negres peó · c5 negres peó · d5 blanques peó · f5 blanques peó · h5 blanques peó · a4 blanques peó · c4 blanques peó · c2 blanques alfil · e1 blanques rei | 1 |
|   | a | b | c | d | e | f | g | h |   |

Si després de 50 jugades consecutives sense que hi hagi hagut una captura ni s'hagi mogut un peó, la partida acaba en taules, si un dels dos jugadors ho demana.
Hi ha determinats finals (per exemple, rei, alfil i cavall contra rei) en els quals no hi ha taules per insuficiència de material, però el mat presenta certa dificultat d'execució, per la qual cosa cal aconseguir fer-lo dins d'aquestes 50 jugades. Aquesta és una norma introduïda per evitar que les partides s'allarguin indefinidament en situacions on un bàndol pot guanyar però no sap com, o simplement creu que pot guanyar i no és cert.
El diagrama de la dreta il·lustra una posició morta. Les posicions anomenades “mortes” es produeixen principalment en el final, quan no és possible arribar de cap manera a l'escac i mat a causa d'un bloqueig de la posició, malgrat que teòricament el material sí és suficient, ja que la disposició de les peces al tauler impedeix que aquestes puguin progressar. En una posició morta com la il·lustrada, amb tots els peons bloquejats, l'usual serien unes taules de mutu acord, però en cas que no hi hagués acord, la partida acabaria en taules per aplicació de la regla dels 50 moviments.
Hi ha posicions reconegudes i documentades que constitueixen excepcions a la regla de les 50 jugades. No obstant això, la FIDE no ha modificat la regla dels 50 moviments per partides oficials entre humans o ordinadors, tot i que permet ignorar aquesta llei en les composicions de problemes d'escacs.

### Taules per mutu acord
Les taules per mutu acord es produeixen quan tots dos jugadors estan d'acord a declarar l'empat. Un jugador pot oferir taules al seu oponent després de realitzar la seva jugada, i si aquest accepta l'oferta la partida es declara taules.
Les ofertes de taules normalment es presenten quan el jugador oferent considera que la posició és igualada i que no és possible decantar la partida, però també passa a vegades que s'acorden les taules al cap de poques jugades d'haver començat a jugar, en plena obertura, cosa que és considerada per alguns com una falta d'esperit competitiu. Per aquesta raó, els organitzadors de torneigs tenen l'autonomia de prohibir les taules per acord, com en el cas del Torneig M-Tel de Sofia (Bulgària), en el qual està prohibit oferir o acordar taules. Aquesta norma s'ha passat a anomenar regla de Sofia.

## Taules relacionades amb la limitació de temps en competició
En torneigs oficials es pot declarar una partida taules per situacions degudes al control de temps o la implementació del rellotge d'escacs. Per exemple, d'acord amb l'article 6.9 de les Lleis dels Escacs, quan un jugador excedeix el límit de temps establert per a la partida, però el seu oponent no pot fer mat ni encara davant les pitjors respostes, la partida és declarada taules.
Igualment, si s'empren rellotges mecànics i totes dues banderes cauen, sense que es pugui determinar quin bandera va caure primer, la partida és declarada taules, d'acord amb l'article 6.11